# Wowczok (rejon winnicki)
Wowczok (ukr. Вовчок) – wieś na Ukrainie, w obwodzie winnickim, w rejonie winnickim, w hromadzie Niemirów. W 2001 liczyła 137 mieszkańców.